# 1. List do Koryntian
Pierwszy List do Koryntian [1 Kor] – księga Nowego Testamentu. Za autora listu powszechnie uważany jest święty Paweł. Miejscem sporządzenia był Efez, w którym św. Paweł zatrzymał się prawdopodobnie w roku 57. 
List składa się z czterech części. W pierwszej Paweł, powiadomiony o rozłamach w gminie korynckiej przez ludzi Chloe, wzywa do jedności, której warunkiem jest zaufanie mądrości Bożej (rozdziały 1–4). Rozdziały 5 i 6 listu poświęcone są grzechom Koryntian. Następnie (rozdz. 7–14) Paweł porusza kwestie doktryny i etyki: relacji małżeństwa do dziewictwa, granic chrześcijańskiej wolności, dopuszczalności spożywania mięsa z ofiar pogańskich, podległości kobiet wobec mężczyzn (w efekcie tych uwag nastąpiło wykluczenie kobiet z czynnego udziału w liturgii), znaczenia Eucharystii, darów Ducha Świętego. Rozdział 13, stanowiący tzw. „Hymn o miłości” jest jednym z najczęściej cytowanych fragmentów Nowego Testamentu. Ostatnia część listu – rozdziały 15 i 16 – stanowi wykład chrześcijańskiej nauki o zmartwychwstaniu.

## Integralność Listu

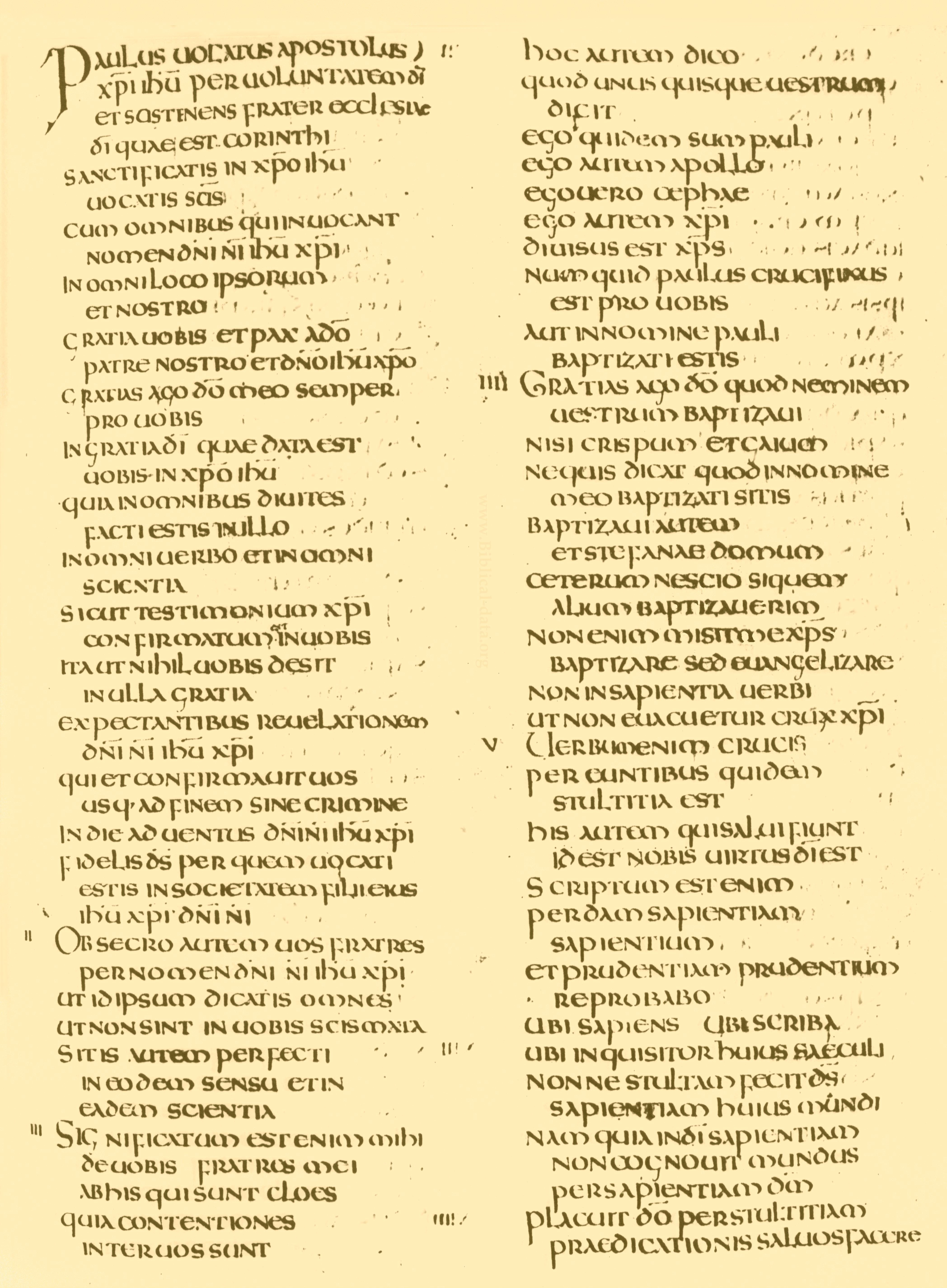
Codex Amiatinus, Folio 950 recto, z tekstem 1 Kor. 1,1–21

Podobnie jak w przypadku 2. listu do Koryntian, również i ten List traktowany bywa jako kompozycja dwóch albo więcej listów. Weiss w 1910 roku wyodrębnił w 1 Kor dwa listy (List A i List B), w 1914 roku wyodrębnił jeszcze B1 i B2 (albo List C), 1 Kor 13 włącza do Listu B2 (wcześniej do Listu B) łącznie z innymi partiami 1 Kor (5,1–6,11; wcześniej 1,1–6,11). Podobnie Goguel, który zastosował niewielkie modyfikacje. 
Herring wyróżniał dwa listy: List A na który składają się rr. 1–8; 10,23–11,1; 16,1–4.10–14 oraz List B, do którego włączył tylko rozdział 15. Schmithals, rekonstruuje aż dziewięć listów (Listy A–D), do Listu A włącza 1 Kor 11,2–34, do Listu B – 1 Kor 6,1–11; 2 Kor 6,14–7,1; 1 Kor 6,12-20; 9,24–10,22; 15,11–58; 16,13–24; do Listu C – 1 Kor 5,1–13; 7,1–8,13; 9,19–22; 1-,23–11,1; 12,1–31a; 14,1c–40; 12,31b–13,13; 16,1–12, do Listu D – 1 Kor 1,1–4,21, List E zaginął, List F to 1 Kor 9,1–18. Jewett rekonstruuje sześć listów dla 1 i 2 Listu do Koryntian, z których pięć dotyczy 1 Kor. W. O. Walker w 1978 roku wystąpił z tezą o nie-Pawłowych interpolacjach w 1 liście do Koryntian.